# Arachnopsita florensis
Arachnopsita florensis är en insektsart som beskrevs av Desutter-grandcolas 1997. Arachnopsita florensis ingår i släktet Arachnopsita och familjen syrsor. Inga underarter finns listade i Catalogue of Life.